# Zapasy na Letnich Igrzyskach Olimpijskich 1936 – kategoria do 61 kg w stylu klasycznym
Zmagania mężczyzn do 61 kg to jedna z siedmiu męskich konkurencji w zapasach w stylu klasycznym rozgrywanych podczas Letnich Igrzysk Olimpijskich 1936. Pojedynki w tej kategorii wagowej odbyły się w dniach 6 – 9 sierpnia.
Punktacja opierała się na systemie "złych punktów karnych". Zwycięzca otrzymywał zero punktów za wygraną przez "tusz" (łopatki), a jeden za zwycięstwo decyzją trzech sędziów. Za porażkę na punkty zawodnik otrzymywał trzy punkty. Przegranie walki przez łopatki lub decyzją jednogłośną trzech sędziów skutkowało dwoma punktami karnymi. Za porażkę 1-2 przyznawano 2 punkty. Uzyskanie pięciu lub więcej punktów eliminowało zapaśnika z turnieju. 

## Klasyfikacja[1]
| Pozycja | Nazwisko            | Kraj            |
| ------- | ------------------- | --------------- |
| 1       | Yaşar Erkan         | Turcja          |
| 2       | Aarne Reini         | Finlandia       |
| 3       | Einar Karlsson      | Szwecja         |
| 4       | Sebastian Hering    | III Rzesza      |
| 5       | Krisjānis Kundziņš  | Łotwa           |
| 6       | Valentino Borgia    | Włochy          |
| 7       | Gyula Móri          | Węgry           |
| 7       | Henryk Szlązak      | Polska          |
| 9       | Ion Horvath         | Rumunia         |
| 10      | Nikolaos Biris      | Grecja          |
| 10      | Hideichi Yoshioka   | Japonia         |
| 12      | Eugène Kracher      | Francja         |
| 12      | František Janda     | Czechosłowacja  |
| 14      | Tomo Šestak         | Jugosławia      |
| 15      | Erich Fincsus       | Austria         |
| 15      | Norman Morrell      | Wielka Brytania |
| 15      | Ernst Lehmann       | Szwajcaria      |
| 18      | August Scherpenisse | Belgia          |
| 18      | Robert Nielsen      | Dania           |

## Wyniki

### Pierwsza runda[2]
| Zwycięzca          | Punkty karne | Wynik        | Przegrany           | Punkty karne |
| ------------------ | ------------ | ------------ | ------------------- | ------------ |
| Einar Karlsson     | 0            | Łopatki      | Ernst Lehmann       | 3            |
| Henryk Szlązak     | 0            | Łopatki      | Gyula Móri          | 3            |
| František Janda    | 1            | Decyzja, 2:1 | Tomo Šestak         | 2            |
| Sebastian Hering   | 0            | Łopatki      | Ion Horvath         | 3            |
| Eugène Kracher     | 1            | Decyzja, 3:0 | Norman Morrell      | 3            |
| Aarne Reini        | 1            | Decyzja, 3:0 | Erich Fincsus       | 3            |
| Krisjānis Kundziņš | 0            | Łopatki      | August Scherpenisse | 3            |
| Valentino Borgia   | 1            | Decyzja, 3:0 | Nikolaos Biris      | 3            |
| Yaşar Erkan        | 0            | Łopatki      | Robert Nielsen      | 3            |
| Hideichi Yoshioka  | 0            | Bez walki    |                     |              |

### Druga runda[3]
| Zwycięzca        | Punkty karne | Wynik        | Przegrany           | Punkty karne |
| ---------------- | ------------ | ------------ | ------------------- | ------------ |
| Einar Karlsson   | 1            | Decyzja, 3:0 | Hideichi Yoshioka   | 3            |
| Henryk Szlązak   | 0            | Łopatki      | Ernst Lehmann       | 6            |
| Gyula Móri       | 3            | Łopatki      | Tomo Šestak         | 5            |
| Ion Horvath      | 4            | Decyzja, 3:0 | František Janda     | 4            |
| Sebastian Hering | 0            | Łopatki      | Norman Morrell      | 6            |
| Aarne Reini      | 1            | Łopatki      | Eugène Kracher      | 4            |
| Nikolaos Biris   | 3            | Łopatki      | Erich Fincsus       | 6            |
| Valentino Borgia | 2            | Decyzja, 3:0 | Krisjānis Kundziņš  | 3            |
| Yaşar Erkan      | 0            | Bez walki    |                     |              |
|                  |              | Rezygnacja   | August Scherpenisse |              |
|                  |              | Rezygnacja   | Robert Nielsen      |              |

### Trzecia runda[4]
| Zwycięzca          | Punkty karne | Wynik        | Przegrany         | Punkty karne |
| ------------------ | ------------ | ------------ | ----------------- | ------------ |
| Yaşar Erkan        | 0            | Łopatki      | Hideichi Yoshioka | 6            |
| Einar Karlsson     | 2            | Decyzja, 3:0 | Henryk Szlązak    | 3            |
| Gyula Móri         | 3            | Łopatki      | František Janda   | 7            |
| Ion Horvath        | 4            | Łopatki      | Eugène Kracher    | 7            |
| Sebastian Hering   | 1            | Decyzja, 3:0 | Aarne Reini       | 4            |
| Krisjānis Kundziņš | 3            | Łopatki      | Nikolaos Biris    | 6            |
| Valentino Borgia   | 2            | Bez walki    |                   |              |

### Czwarta runda[5]
| Zwycięzca          | Punkty karne | Wynik        | Przegrany        | Punkty karne |
| ------------------ | ------------ | ------------ | ---------------- | ------------ |
| Yaşar Erkan        | 0            | Łopatki      | Valentino Borgia | 5            |
| Einar Karlsson     | 2            | Łopatki      | Gyula Móri       | 6            |
| Sebastian Hering   | 2            | Decyzja, 3:0 | Henryk Szlązak   | 6            |
| Aarne Reini        | 4            | Łopatki      | Ion Horvath      | 7            |
| Krisjānis Kundziņš | 3            | Bez walki    |                  |              |

### Piąta runda[6]
| Zwycięzca      | Punkty karne | Wynik        | Przegrany          | Punkty karne |
| -------------- | ------------ | ------------ | ------------------ | ------------ |
| Yaşar Erkan    | 1            | Decyzja, 3:0 | Krisjānis Kundziņš | 6            |
| Einar Karlsson | 3            | Decyzja, 3:0 | Sebastian Hering   | 5            |
| Aarne Reini    | 4            | Bez walki    |                    |              |

### Szósta runda[7]
| Zwycięzca      | Punkty karne | Wynik     | Przegrany   | Punkty karne |
| -------------- | ------------ | --------- | ----------- | ------------ |
| Aarne Reini    | 4            | Łopatki   | Yaşar Erkan | 4            |
| Einar Karlsson | 3            | Bez walki |             |              |

### Siódma runda[8]
| Zwycięzca   | Punkty karne | Wynik        | Przegrany      | Punkty karne |
| ----------- | ------------ | ------------ | -------------- | ------------ |
| Aarne Reini | 5            | Decyzja, 2:1 | Einar Karlsson | 5            |
| Yaşar Erkan | 4            | Bez walki    |                |              |